# Розье-д’Эглетон
Розье́-д’Эглето́н (фр. Rosiers-d'Égletons, окс. Rosiers daus Gletons) — коммуна во Франции, находится в регионе Лимузен. Департамент — Коррез. Входит в состав кантона Эглетон. Округ коммуны — Тюль.
Код INSEE коммуны — 19176.
Коммуна расположена приблизительно в 390 км к югу от Парижа, в 80 км юго-восточнее Лиможа, в 23 км к северо-востоку от Тюля.

## Население
Население коммуны на 2008 год составляло 1089 человек.
| 1962 | 1968 | 1975 | 1982 | 1990 | 1999 | 2008 |
| ---- | ---- | ---- | ---- | ---- | ---- | ---- |
| 906  | 912  | 938  | 1011 | 1056 | 1012 | 1089 |

## Экономика
В 2007 году среди 646 человек в трудоспособном возрасте (15-64 лет) 500 были экономически активными, 146 — неактивными (показатель активности — 77,4 %, в 1999 году было 71,7 %). Из 500 активных работали 472 человека (255 мужчин и 217 женщин), безработных было 28 (14 мужчин и 14 женщин). Среди 146 неактивных 42 человека были учениками или студентами, 66 — пенсионерами, 38 были неактивными по другим причинам.

## Достопримечательности
- Усадьба Соньяк (XVI век). Памятник истории с 1993 года[3]
- Церковь Сент-Круа[фр.] (XII век). Памятник истории с 1935 года[4]